# West Middlesex
West Middlesex est un borough situé au sud-ouest du comté de Mercer, en Pennsylvanie, aux États-Unis,. En 2010, il comptait une population de 863 habitants, estimée au 1er juillet 2020 à 799 habitants. Le borough est incorporé en 1864.

## Démographie
Lors du recensement de 2010, le borough comptait une population de 863 habitants. Elle est estimée, en 2020, à 799 habitants.

## Personnalité
- Alf Landon, ancien gouverneur du Kansas et candidat malheureux à l'élection présidentielle de 1936, est natif de West Middlesex.

### Source de la traduction
- (en) Cet article est partiellement ou en totalité issu de l’article de Wikipédia en anglais intitulé « West Middlesex, Pennsylvania » (voir la liste des auteurs).